# Deutsche Orient-Stiftung
Die Deutsche Orient-Stiftung (DOS) ist eine Stiftung bürgerlichen Rechts, die den Zweck der „Förderung und Vertiefung der Beziehungen zwischen der Bundesrepublik Deutschland sowie den Staaten und Völkern des Vorderen und Mittleren Orients auf den Gebieten der Wissenschaft, Wirtschaft, Kultur und Politik“ verfolgt. Insbesondere unterhält sie das Deutsche Orient-Institut, das sich mit wirtschafts-, geistes- und sozialwissenschaftlichen Fragen zum Nahen und Mittleren Osten befasst. Stiftung und Institut wurden 1960 durch den Nah- und Mittelost-Verein gegründet und haben ihren Sitz seit 2007 in Berlin.

## Geschichte
Die Stiftung wurde vom Nah- und Mittelost-Verein (NUMOV) gegründet, einem Interessenverband deutscher Unternehmen, die in der Region Handel treiben. Aufgrund der Bedeutung des NUMOV erfuhr sie seit ihrer Gründung eine umfangreiche Unterstützung und entwickelte sich schnell zu einer führenden Einrichtung der modernen Orientalistik in Deutschland und Europa. Die DOS hat den Stiftungszweck, die Beziehungen zwischen Deutschland und den Staaten und Gesellschaften des Nahen und Mittleren Ostens auf wissenschaftlichem, wirtschaftlichem, kulturellem und politischem Gebiet auszubauen und zu fördern.
Regionale Schwerpunkte sind die MENA-Region, die Türkei, die Staaten am Persischen Golf, Iran, Süd- und Südostasien sowie die islamisch geprägten Gesellschaften Zentral- und Vorderasiens. Inhaltliche Schwerpunkte der wissenschaftlichen Arbeit liegen in der politischen, wirtschaftlichen und kulturellen zeitgenössischen Forschung zu wirtschafts-, geistes- und sozialwissenschaftlichen Fragen.

## Vorstand, Kuratorium und Direktorat
Der Vorstand und das Kuratorium setzen sich aus Vertretern aus Politik, Wirtschaft und Wissenschaft zusammen.
Vorsitzender des Vorstands ist Philipp Lührs, Senior Vice President Global Head of Project bei Kuehne + Nagel.
Stellvertretende Vorsitzende sind:
- Faruk Akyol, Direktor der SARIAS Stiftung
- Helene Rang, Geschäftsführender Vorstand des Nah- und Mittelost-Vereins (NUMOV), Inhaberin der Unternehmensberatung Helene Rang & Partner
- Oliver Siebert, Partner in der Rechtsanwaltskanzlei Neumann+Siebert LLP

Zu den Vorstandsmitgliedern gehören die Diplomaten Gunter Mulack und Andreas Reinicke (ehemaliger und aktueller Direktor des Deutschen Orient-Instituts), die Politiker Martin Neumann (FDP) und Johannes Selle (CDU) sowie die Wissenschaftlerin Susanne Schröter (Universität Frankfurt).
Präsident des Kuratoriums ist der Bundestagsabgeordnete Thomas Bareiß (CDU, ehemaliger Parlamentarischer Staatssekretär im Bundeswirtschaftsministerium). Sein Stellvertreter ist Mathias Rohe, Juraprofessor an der Universität Erlangen und Direktor des Erlanger Zentrums für Islam und Recht in Europa.

## Deutsches Orient-Institut (DOI)
Unter der Trägerschaft der DOS arbeitet das Deutsche Orient-Institut (DOI) als älteste private gemeinnützige wissenschaftliche Institution zur Nah- und Mittelost-Forschung in Europa. Das Institut veröffentlicht seit 1960 die wissenschaftliche Fachzeitschrift Orient – Deutsche Zeitschrift für Politik, Wirtschaft und Kultur des Orients mit Fachaufsätzen, Essays und Buchrezensionen internationaler Experten zu regionsbezogenen Themen. Der Orient erscheint alle drei Monate.
Erster Direktor des Instituts war Ernst Messerschmidt. Nach seinem Tod 1971 folgte Rainer Büren und 1976 Udo Steinbach, der das DOI drei Jahrzehnte lang leitete. Das Institut kam 1977 auf die „Blaue Liste“ und wurde anschließend zu 50 Prozent aus Mitteln des Auswärtigen Amts finanziert.
Das Institut hatte seinen Sitz bis 2007 unter dem Dach des „Deutschen Übersee-Instituts“ am Neuen Jungfernstieg in Hamburg. Eine Kommission der Leibniz-Gemeinschaft empfahl 2004, das DOI mit den ebenfalls in Hamburg angesiedelten Instituten für Afrika-, Asien- und Iberoamerika-Kunde zum German Institute of Global and Area Studies (GIGA) zu fusionieren. Der Nah- und Mittelost-Verein (NUMOV) stimmte der Einbeziehung des Orient-Instituts jedoch nicht zu. Der langjährige Institutsdirektor Udo Steinbach schied daraufhin im Februar 2007 beim DOI aus und wurde Direktor des neuen GIGA-Instituts für Nahoststudien. Die Deutsche Orient-Stiftung als Eigentümerin betrieb anschließend den Umzug des DOI und der zugehörigen Forschungsbibliothek nach Berlin, während die Mitarbeiter des Instituts vom GIGA übernommen wurden und in Hamburg blieben.
Von 2008 bis 2021 war der Diplomat Gunter Mulack Direktor des Deutschen Orient-Instituts. Ihm folgte Andreas Reinicke, der zuvor deutscher Botschafter in Tunesien war.